# シューヤ
座標: 北緯56度51分 東経41度22分 / 北緯56.850度 東経41.367度

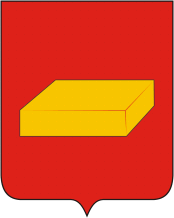
シューヤの紋章

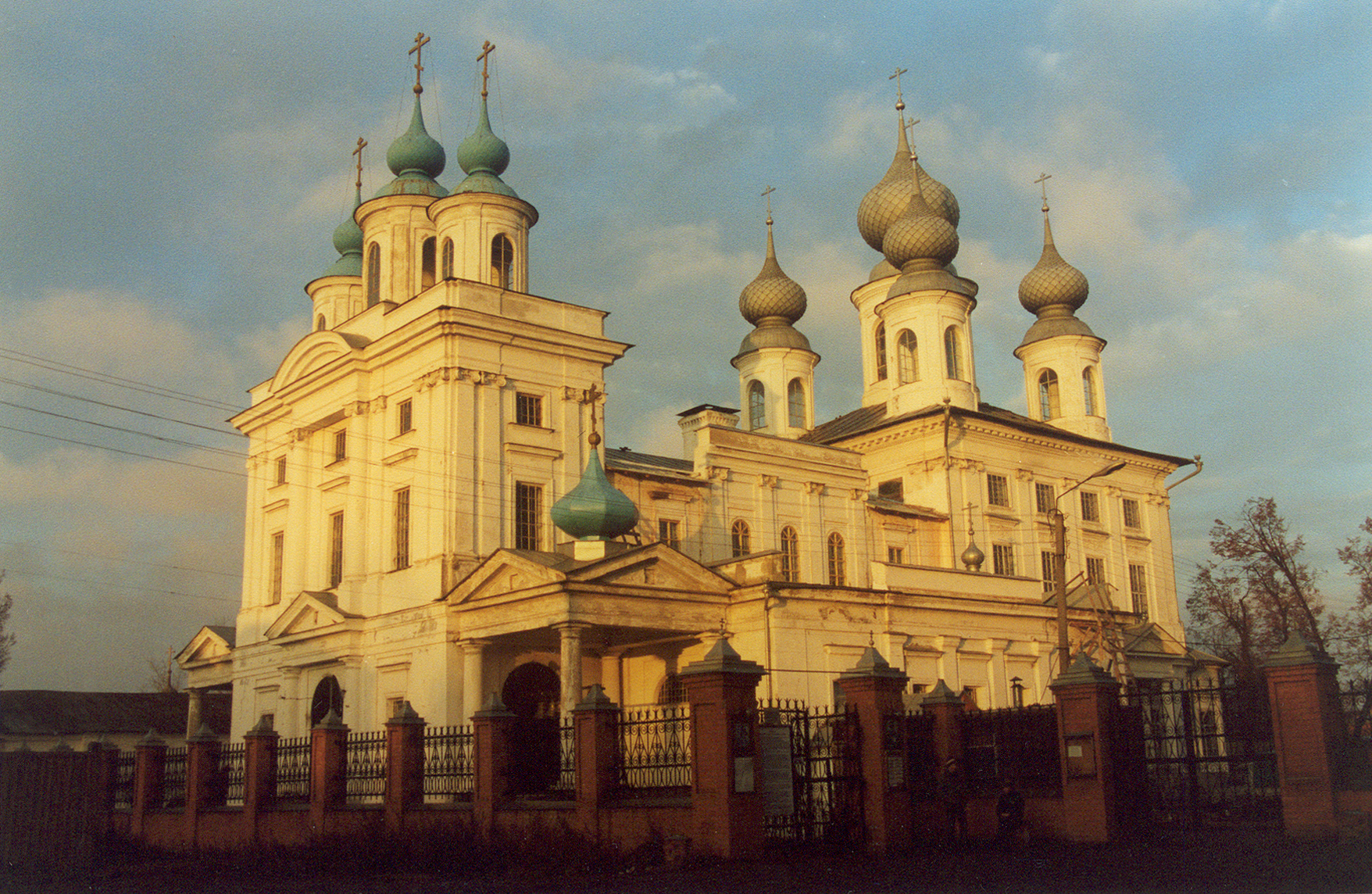
ニコロ・シャルトムスキー修道院

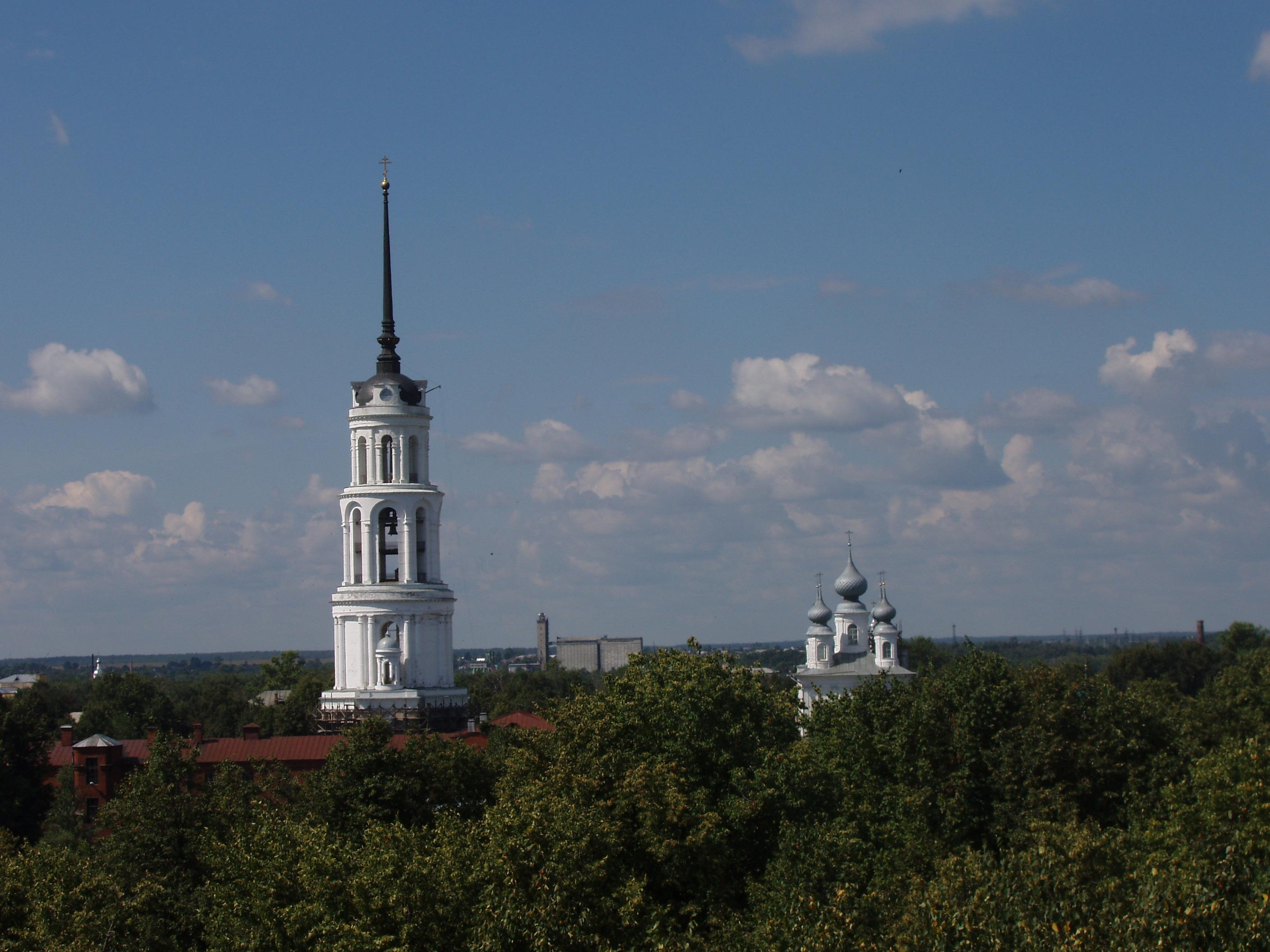
シューヤ市内風景・復活聖堂の鐘楼

シューヤ（ロシア語: Шу́я；英語: Shuya）は、ロシア連邦・イヴァノヴォ州の都市。人口は5万5225人（2021年） 。イヴァノヴォ、キネシマに次ぐ州内第三の都市。モスクワの北東300km、州都イヴァノヴォの南東32kmに位置する。クリャージマ川の支流テザ川（Теза）が流れる。
シューヤが記録に初出するのは1393年のことであり、もとは交易の町であった。1403年以来、スーズダリ公家の傍流がこの街を支配し、シューヤという地名からシュイスキーという家名を名乗るようになった。大貴族となったシュイスキー家からは後に全ロシアのツァーリ（ヴァシーリー・シュイスキー、ヴァシーリー4世）も出る。1539年にはカザン・ハン国のサファー・ギライ（Safagäräy）率いる軍により陥落し略奪された。1566年にはイヴァン雷帝の治世で、皇帝の直轄領オプリーチニナに編入されている。
1722年にはピョートル大帝がこの地を訪れ、繊維業をこの地に興した。19世紀にはシューヤは、綿花栽培と繊維業で栄えるイヴァノヴォ州の中でも、綿や亜麻の紡績を行う工場が集積する繊維業の一大中心地となった。しかし近隣のイヴァノヴォの町が急速に伸びてロシアの繊維業の中心都市となり、シューヤの繊維業を圧倒した。ロシア革命後の1922年、ボリシェヴィキによる教会財産の没収に反発した群衆が暴徒化。この結果、激怒したウラジーミル・レーニンは教会と市民の弾圧を厳命し、司教ら関係者が処刑された（シューヤ事件）。ソ連崩壊後、事件の犠牲者は名誉回復され、新致命者に列聖されている。
現在のシューヤは、木綿や合成繊維などの紡績を行う工場が多い。また醸造業、建材工業なども立地する。12km離れたニコロ・シャルトムスキー修道院はロシアでも最大級の大きさの修道院社会を抱えている。この修道院は1425年に記録に初出し、1652年に献堂された聖堂、1678年に完成した食堂などがある。復活大聖堂（1798年）の鐘楼は1832年に建てられ高さは106mで、自立している鐘楼としては世界一高い。